# Les Aventuriales
Les Aventuriales est un salon du livre consacré aux mondes de l'imaginaire.
Il se déroule le dernier weekend complet de septembre dans la ville de Ménétrol, près de Clermont-Ferrand, depuis 2015. 
Depuis 2020, le salon attribue un prix littéraire dans les genres de l'imaginaire afin de mettre en lumière des œuvres parues dans les maisons d'édition ne bénéficiant pas d'une bonne visibilité en librairie.

## Historique
Le salon des Aventuriales est créé en 2015 par l'association Gandahar, alors présidée par Jean-Pierre Fontana, écrivain de science-fiction, fondateur de la première Convention nationale française de science-fiction et du Grand Prix de l'imaginaire. Lilian Ronchaud, créateur des éditions L'Ivre Book est l'un des fondateurs du salon. 
Depuis sa première édition, qui accueillait 50 auteurs et une trentaine d'éditeurs, le salon n'a fait que croître, avec la présence d'une centaines d'auteurs en 2016, 130 auteurs et illustrateurs et une trentaine d'éditeurs dans les éditions les plus récentes.
En 2017, le 4e hors-série de la revue Gandahar est sur le thème du salon, avec l'illustration de l'affiche du salon, réalisée par Michael Thomazo en couverture et plusieurs nouvelles rédigées par des invités du salon, dont une par le parrain Graham Masterton.
En 2018, c'est l'association Aventuriales, présidée par Jean-Pierre Bouiller, qui prend le relais. Les éditions Gandahar sont créées en parallèle.
En 2020, malgré les restrictions dues à la pandémie de Covid-19 et notamment une jauge réduite, les Aventuriales se maintiennent avec la présence de 130 auteurs, de nombreux éditeurs mais aussi d'animations comme des démonstrations de combat de sabre laser jedi, des stands culinaires ou du cosplay.
En 2021, Les Aventuriales reçoivent le Prix Sofia de l'engagement, décerné par la Sofia (Société française des intérêts des auteurs de l'écrit), qui récompense six ans de travail et de volonté pour organiser ce salon,.

## Éditions
| Année | Parrain / Marraine                     | Invités d'honneur                                                                                             | Illustration affiche          | Président            | Fréquentation                                |
| ----- | -------------------------------------- | --- | ----------------------------- | -------------------- | -------------------------------------------- |
| 2015  | Rosa Montero                           | Jean-Pierre Andrevon, Philippe Caza                                                                           | Philippe Caza                 | Jean-Pierre Fontana  |                                              |
| 2016  | Cassandra O'Donnell                    | | Christophe Vacher             | Jean-Pierre Fontana  |                                              |
| 2017  | Graham Masterton                       | Cassandra O'Donnell, Jean-Pierre Andrevon, Philippe Curval, Franck Selsis, Michael Thomazo, Christophe Vacher | Michael Thomazo               | Jean-Pierre Fontana  |                                              |
| 2018  | Nadia Coste, Jean-Sébastien Guillermou | Charlotte Bousquet, Christopher Priest                                                                        | Sandrine Gestin               | Jean-Pierre Bouiller |                                              |
| 2019  | Silène Edgar, Paul Beorn               | Chupacabra (série de romans de Sébastien Tissandier illustrés par Vael Cat)                                   | Vael Cat                      | Jean-Pierre Bouiller | 2000                                         |
| 2020  | Carina Rozenfeld, Lionel Davoust       | Peter F. Hamilton                                                                                             | Lohran                        | Jean-Pierre Bouiller | Jauge limitée à 1 250 visiteurs              |
| 2021  | Aurélie Wellenstein, David Bry         | Peter F. Hamilton                                                                                             | Tiphs                         | Jean-Pierre Bouiller | 2000                                         |
| 2022  | Morgan Of Glencoe, Johan Héliot        | Jo Walton, Ada Palmer                                                                                         | Jean-Mathias Xavier, Vael Cat | Jean-Pierre Bouiller | 2500 visiteurs, 56 exposants, 1 restaurateur |
| 2023  | Betty Piccioli, Stéphane Desienne      | Alastair Reynolds                                                                                             | Yaaryl, Vael Cat              | Jean-Pierre Bouiller | 2800 visiteurs, 54 exposants                 |
| 2024  | Estelle Faye, Lilian Ronchaud          | Ellen Kushner                                                                                                 | Thomas Puggelli, Vael Cat     | Jean-Pierre Bouiller | 2800 visiteurs, 52 exposants, 2 food trucks  |

## Prix Aventuriales
Depuis 2020, le salon des Aventuriales attribue un prix littéraire dans les genres de la science-fiction, du fantastique et de la fantasy, afin de mettre en lumière des œuvres parues dans les petites maisons d'édition du domaine de l'imaginaire, qui ne bénéficient pas d'une bonne visibilité en librairie. Le prix est organisé par les écrivaines Luce Basseterre, Anna Combelles et Dominique Lémuri.

### Lauréats du prix
- 2020 : Dans l'ombre des miroirs, par Marge Nantel - Éditions 1115
- 2021 : 
  - Ceux qui vivent du sang versé, par Crazy - Éditions du 38
  - Les Chaînes du silence, par Céline Chevet - Éditions du Chat Noir
- 2022 : Rocaille, par Pauline Sidre - Éditions Projet Sillex [13]
- 2023 : Dealers de nuages, par Stéphane Desienne - Les éditions du 38 [14]
- 2024 : Crimes surnaturels - tome 1- Chaudron de bruyère, par Pauline Sidre - Éditions du Chat Noir
- 2025 : Sélection annoncée en octobre 2024

## Engagement
En 2021, l'auteur britannique Peter F. Hamilton, invité d'honneur des éditions 2020 et 2021, a fait don de sa rémunération perçue à l'occasion de sa participation au festival. Les organisateurs ont ainsi remis un chèque de 450 euros à l’Unicef.

### Autres festivals similaires
- Festival Hypermondes (Mérignac)
- Les Utopiales (Nantes)
- Les Imaginales (Épinal)
- Les Intergalactiques (Lyon)
- Rencontres de l'Imaginaire (Sèvres)
- Grésimaginaire (Crolles)
- Convention nationale française de science-fiction